# Stig Inge Bjørnebye
Stig Inge Bjørnebye (Elverum, 1969. december 11. –) norvég válogatott labdarúgó, edző.